# Heerlen
Pronunciação
Heerlen é uma cidade dos Países Baixos na província de Limburgo, a 8 km da fronteira alemã, com 89 200 habitantes (2010). Até a década de 1970 era um centro carbonífero com indústrias metalúrgicas e de vidro.
Os romanos fundaram um assentamento militar no local, com o nome de Corióvalo (Coriovallum), que provavelmente foi abandonado por volta do século III ou IV. O primeiro documento que faz referência à cidade de Heerlen é de 1065. 